# 普拉塔玛·阿尔汉·阿里夫·里法伊
普拉塔玛·阿尔汉·阿里夫·里法伊（2001年12月21日—）是印尼足球运动员，司职后卫。目前效力K聯賽1俱乐部水原FC，同时也代表印度尼西亚国家足球队。

## 荣誉

### 国家队
印尼國家隊
- 东南亚足球锦标赛亚军：2020

## 外部連結
- Pratama Arhan （页面存档备份，存于） at Liga Indonesia
- Pratama Arhan在 National-Football-Teams.com 上的出场纪录